# Ракетний удар по Адену (2019)
Атака балістичної ракети яка прилетіла під час військового параду в столиці Південного Ємену Адені 1 серпня 2019 року. В результаті нападу військовослужбовці та цивільні особи, які перебували поблизу, загинули, загалом вбито 51 особу та поранено 56 осіб. Хуситський рух, який веде війну з урядом під керівництвом Гаді та Південним рухом, взяв на себе відповідальність за атаку.

## Жертви
40 людей загинули в результаті ракетного нападу під час військового параду в таборі аль-Галаа в районі Брейка-Аден. Раніше вдень 11 людей загинули від скоординованих атак самогубців у поліцейському відділенні. Табір Аль-Галаа, в який потрапила ракета, розмістив сили, віддані Об'єднаним Арабським Еміратам, а також коаліції під керівництвом Саудівської Аравії. В результаті нападу також загинув бригадний генерал Муньєр аль-Яфі, який належав до збройних сил ОАЕ.